# Wang Yu (Tennisspieler)
Wang Yu (chinesisch 王宇, Pinyin Wáng Yǔ; * 1. August 1981 in Tianjin) ist ein chinesischer Tennisspieler.

## Karriere
Wang spielte ab 1999 professionelle Tennisturniere. In diesem Jahr spielte er auch das erste Mal auf der ATP Tour, da ihm für das Turnier in Shanghai eine Wildcard zugesprochen wurde. Gegen Jan-Michael Gambill konnte er bei seinem Debüt auf diesem Level nur ein Spiel gewinnen. Im Jahr 2000 wurde er das erste Mal in die chinesische Davis-Cup-Mannschaft berufen. In der Partie gegen den Libanon verlor er sein erstes Match. In seiner Karriere spielte er noch in fünf weiteren Jahren für China und sieben seiner 21 Matches.
Nach durchwachsenen Leistungen wurde 2004 sein bestes Jahr im Einzel. Er erreichte auf der drittklassigen ITF Future Tour ein Finale sowie zwei Halbfinals. Darüber hinaus stand er das erste Mal in einem Challenger-Viertelfinale in Samarqand. Im August wurde er dadurch auf Rang 309 notiert, seinem Karrierebestwert in der Tennisweltrangliste. 2005 gewann er in Peking gegen Luka Gregorc sein erstes ATP-Tour-Match, genau ein Jahr später verlor er an derselben Stelle gegen den Slowenen. Zwischenzeitlich war er aus den Top 500 gefallen. 2006 (einmal) und 2007 (zweimal) zog er noch in Finals der Future Tour ein, danach konnte er keine nennenswerten Erfolge mehr verbuchen.
Im Doppel gewann er 2005, 2008 (je einen) und 2009 (zwei) Titel auf der Future Tour. 2006 in Peking erreichte er das Viertelfinale, sein einziger Sieg auf diesem Niveau. Kurz darauf war er mit Platz 417 auf seiner höchsten Position. Das letzte Hauptfeld auf der ATP Tour erreichte er beim Masters in Shanghai 2009. Wenig später beendete er seine Karriere.
Für China war Wang in einigen Kontinentalturnieren aktiv. 2002 und 2006 nahm er an den Asienspielen teil; 2003 gewann er Silber im Mixed bei der Sommer-Universiade.